# Contea di Winston (Mississippi)
La contea di Winston ( in inglese Winston County ) è una contea dello Stato del Mississippi, negli Stati Uniti. La popolazione al censimento del 2000 era di 20 160 abitanti. Il capoluogo di contea è Louisville.